# Edson Álvarez
Edson Omar Álvarez Velázquez, né le 24 octobre 1997 à Tlalnepantla de Baz dans l'État de Mexico au Mexique, est un footballeur international mexicain qui évolue au poste de défenseur à West Ham United .

## Biographie

### En club
Avec le Club América, il participe à la Coupe du monde des clubs en 2016. Lors de cette compétition, il joue un match contre l'équipe sud-coréenne du Jeonbuk Hyundai Motors.

### En équipe nationale
Avec les moins de 20 ans, il participe au championnat de la CONCACAF des moins de 20 ans en 2017. Il joue cinq matchs lors de ce tournoi.
Il joue son premier match en équipe du Mexique le 8 février 2017, en amical contre l'Islande (victoire 1-0).
Le 14 novembre 2022, il est sélectionné par Gerardo Martino pour participer à la Coupe du monde 2022.

## Statistiques
| Saison                | Club                  | Championnat           | Championnat | Championnat | Coupe nationale | Coupe nationale | Coupe de la Ligue | Coupe de la Ligue | Supercoupe | Supercoupe | Compétition(s) continentale(s) | Compétition(s) continentale(s) | Compétition(s) continentale(s) | Coupe du monde des clubs | Coupe du monde des clubs | Total | Total |
| Saison                | Club                  | Division              | M.          | B.          | M.              | B.              | M.                | B.                | M.         | B.         | Comp.                          | M.                             | B.                             | M.                       | B.                       | M.    | B.    |
| 2016-2017             | Club América          | Liga MX               | 21          | 2           | 6               | 0               | -                 | -                 | -          | -          | -                              | -                              | -                              | 1                        | 0                        | 28    | 2     |
| 2017-2018             | Club América          | Liga MX               | 31          | 0           | 4               | 0               | -                 | -                 | -          | -          | LLC                            | 4                              | 0                              | -                        | -                        | 39    | 0     |
| 2018-2019             | Club América          | Liga MX               | 34          | 3           | 12              | 0               | -                 | -                 | -          | -          | -                              | -                              | -                              | -                        | -                        | 46    | 3     |
| Sous-total            | Sous-total            | Sous-total            | 86          | 5           | 22              | 0               | 0                 | 0                 | -          | -          | -                              | 4                              | 0                              | 1                        | 0                        | 113   | 5     |
| 2019-2020             | Ajax Amsterdam        | Eredivisie            | 12          | 0           | 3               | 0               | -                 | -                 | -          | -          | C1+C3                          | 7+1                            | 2+0                            | -                        | -                        | 23    | 2     |
| 2020-2021             | Ajax Amsterdam        | Eredivisie            | 24          | 2           | 5               | 0               | -                 | -                 | -          | -          | C1+C3                          | 4+6                            | 0+0                            | -                        | -                        | 39    | 2     |
| 2021-2022             | Ajax Amsterdam        | Eredivisie            | 31          | 5           | 3               | 0               | -                 | -                 | -          | -          | C1                             | 7                              | 0                              | -                        | -                        | 41    | 5     |
| 2022-2023             | Ajax Amsterdam        | Eredivisie            | 32          | 3           | 3               | 0               | -                 | -                 | 1          | 0          | C1+C3                          | 6+2                            | 0+0                            | -                        | -                        | 44    | 3     |
| Sous-total            | Sous-total            | Sous-total            | 99          | 10          | 14              | 0               | 0                 | 0                 | 1          | 0          | -                              | 33                             | 2                              | -                        | -                        | 147   | 12    |
| 2023-2024             | West Ham United       | Premier League        | 31          | 1           | 1               | 0               | 3                 | 0                 | -          | -          | C3                             | 7                              | 1                              | -                        | -                        | 42    | 2     |
| 2024-2025             | West Ham United       | Premier League        | 28          | 0           | 1               | 0               | 2                 | 0                 | -          | -          | -                              | -                              | -                              | -                        | -                        | 31    | 0     |
| Sous-total            | Sous-total            | Sous-total            | 59          | 1           | 2               | 0               | 5                 | 0                 | 1          | 0          | -                              | 7                              | 1                              | -                        | -                        | 74    | 2     |
| Total sur la carrière | Total sur la carrière | Total sur la carrière | 243         | 15          | 38              | 0               | 5                 | 0                 | 1          | 0          | -                              | 44                             | 3                              | -                        | -                        | 331   | 18    |

## Palmarès

### En club

#### Club América
- Championnat du Mexique (1) : 2018
- Coupe du Mexique (1) : 2019

#### Ajax Amsterdam
- Championnat des Pays-Bas (2) : 2021 et 2022
- Coupe des Pays-Bas (1) : 2021

### En sélection
- Mexique
  - Vainqueur de la Gold Cup en 2019, 2023 et 2025
  - Vainqueur de la Ligue des nations de la CONCACAF en 2025